# 晴海大橋

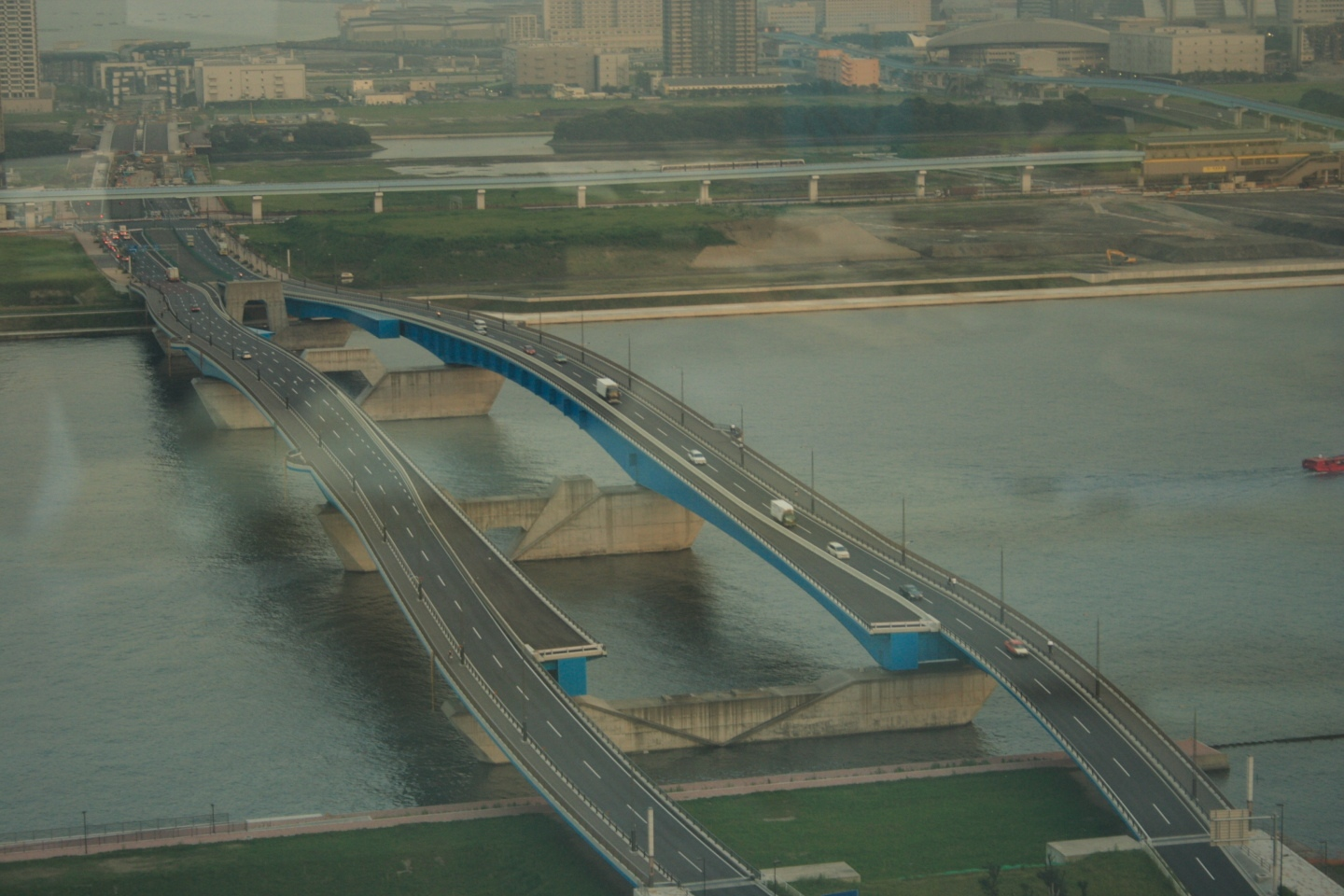
晴海大橋（晴海側から、10号晴海線建設前）

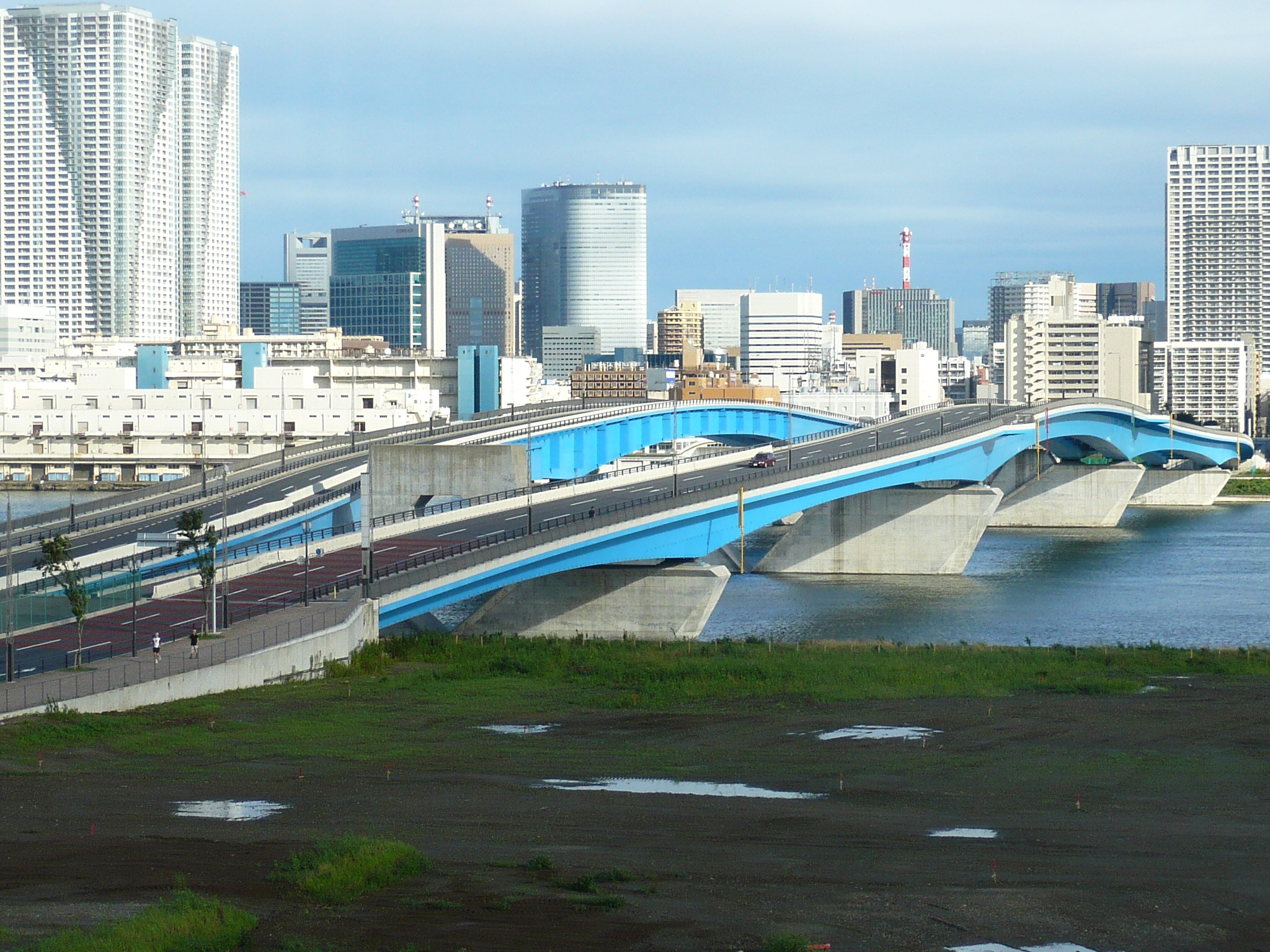
晴海大橋（豊洲側から、10号晴海線建設前）

晴海大橋（はるみおおはし）は、東京都中央区晴海3丁目（西側・晴海埠頭）と江東区豊洲6丁目（東側・豊洲埠頭）を結ぶ道路橋。橋長は580メートル (m)、最頂地点での海面までの高さは24.2 m。橋の下を晴海運河が流れる。

## 概要
東京の中心部と臨海副都心を結ぶ新たな幹線道路として整備された東京都道304号日比谷豊洲埠頭東雲町線支線（有明通り）の一部。豊洲埠頭と有明1丁目を結ぶ有明北橋とともに2006年3月25日に開通した。
橋脚は幅広く造られており、当初より中央部には首都高速10号晴海線の桁が架設できる構造となっている。この区間の10号晴海線は2018年3月10日に開通した。
10号晴海線は豊洲側では高架で、晴海大橋途中で両側の都道と同じ高さになるため、橋脚中央部はそのように高さを変えて造られている。本線は晴海大橋の晴海側でそのまま地上に降り、晴海三丁目交差点の手前に終点の晴海出入口が設置され、都道に合流している。なお都市計画段階であるが、10号晴海線の銀座方面延伸時には、本線は晴海三丁目交差点手前で地下に入り、この晴海出入口は廃止される予定となっている。
また、都道部の内側には4箇所の張り出しが設けられている。このうち豊洲側の2箇所は、将来10号晴海線の銀座方面出入口を設置することを想定したものであるが、都市計画決定はされていない。晴海側の2箇所は、晴海三丁目交差点を越えて黎明橋手前まで高架を延伸して交差点を立体化するためのもので、都市計画決定されているものの施工時期は未定である。
レインボーブリッジがほぼ真横から見えるスポットでもある。橋上の歩道には展望スペースが、上下線合わせて4箇所に設置されている。

## 交通
- ゆりかもめ新豊洲駅より徒歩4分。
- 都営地下鉄大江戸線勝どき駅より徒歩10分。